# Terreinauto

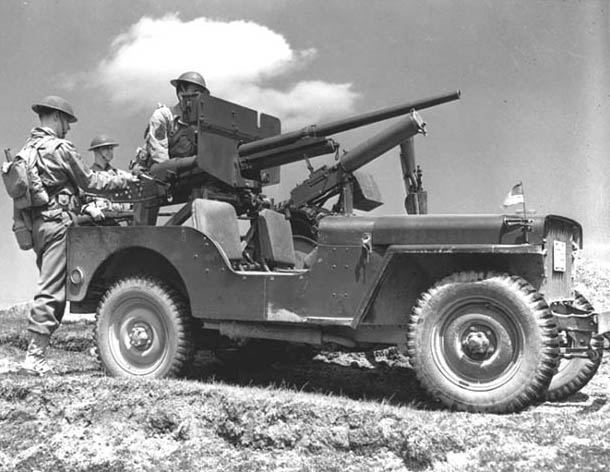
Militaire terreinauto: De Willys Overland Jeep uit 1942

Een terreinauto is een type voertuig dat zowel op verharde en onverharde wegen als daarbuiten kan rijden. Meestal heeft een terreinauto grote banden met veel profiel, flexibele wielophanging en zijn meer dan twee wielen aangedreven. Met deze auto's kan onder andere autotrial worden beoefend. 

## Geschiedenis
De terreinauto werd onder andere ontwikkeld vanuit militaire noodzaak, maar daarna ook op de civiele markt geïntroduceerd. De eerste voorlopers waren de half-track's van Adolphe Kégresse (voor tsaar Nicolaas II in 1913) en die van André Citroën (jaren twintig).
De terreinauto, zoals gebruikt in de Tweede Wereldoorlog door de Verenigde Staten (Jeep) en Duitsland (Volkswagen Kübelwagen), werd ontwikkeld om in het terrein (t.o.v. de verharde weg) uit de voeten te kunnen. Hiervoor werden de auto's hoger op de wielen gezet, zodat de bodemvrijheid toenam en obstakels gemakkelijker genomen konden worden, en veelal uitgerust met vierwielaandrijving voor betere tractie.
Na de oorlog besloot ook Rover terreinauto's te bouwen onder de naam Land Rover. Aanvankelijk voor het leger, maar later ook op de civiele markt. Op die markt waren de klanten voornamelijk boeren, maar later ook eigenaren van landhuizen. Om beter op deze markt in te spelen werd de Range Rover geïntroduceerd. Uitgerust met een V8-motor en luxe aangekleed werd dit een groot succes.

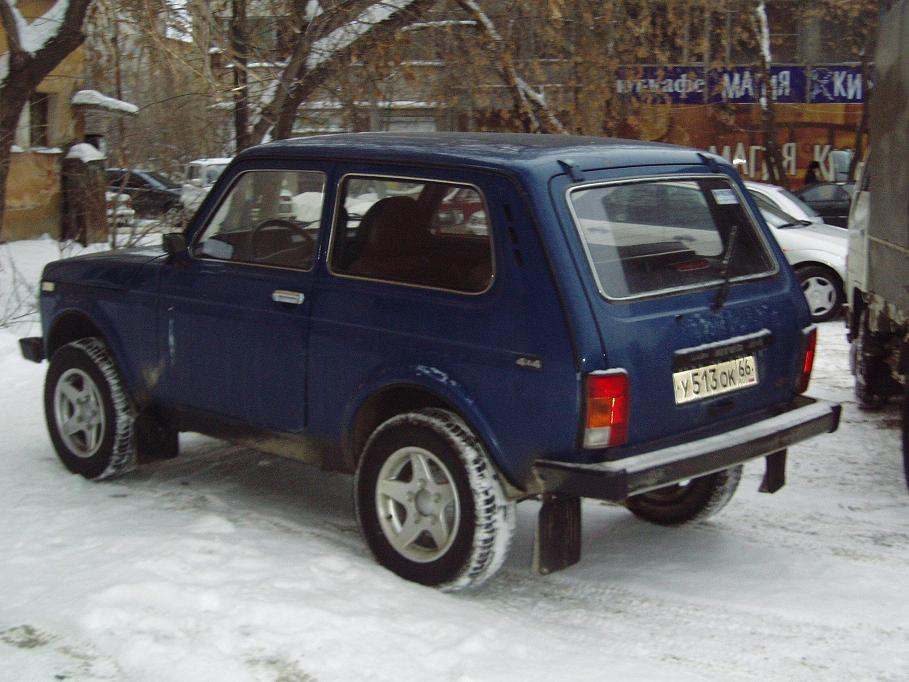
Lada Niva in Jekaterinenburg

Ondertussen had Japan voor de eigen markt al militaire terreinauto's ontwikkeld, maar in de jaren zeventig kwam daar ook de Toyota FJ40 bij voor de civiele markt. Rusland ontwikkelde ook al jaren militaire terreinauto's, zoals de GAZ-69 en de OeAZ 469. AvtoVAZ ontwierp de Lada Niva en ging deze ook exporteren naar andere landen.
In de jaren tachtig werden steeds meer automerken actief in de terreinautomarkt. Volkswagen introduceerde de Iltis, Toyota de Toyota LandCruiser, Suzuki haar Suzuki SJ en Daihatsu de Feroza.
In jaren negentig werd de terreinauto in Europa, maar zeker in de Verenigde Staten enorm populair. Om de auto's anders te marketen werden termen als Sports Utility Vehicle (SUV) en CRUV uitgevonden. Auto's met een hoge- tot extra hoge instap.
- SUV's zijn auto's die ontwikkeld zijn om voornamelijk op de weg te rijden en daarnaast (beperkte) eigenschappen hebben om in het terrein ook uit de voeten te kunnen. In de VS vallen deze auto's in de klasse 'lichte vrachtwagen' en hoeven daarom niet te voldoen aan strengere veiligheids- en milieu eisen die gelden voor personenauto's.
- Terreinauto's daarentegen zijn ontwikkeld om in het terrein te rijden en niet zozeer op de verharde weg. Hierdoor zijn echte terreinauto's vaak wat deinerig en hellen over in bochten.

## Zie ook

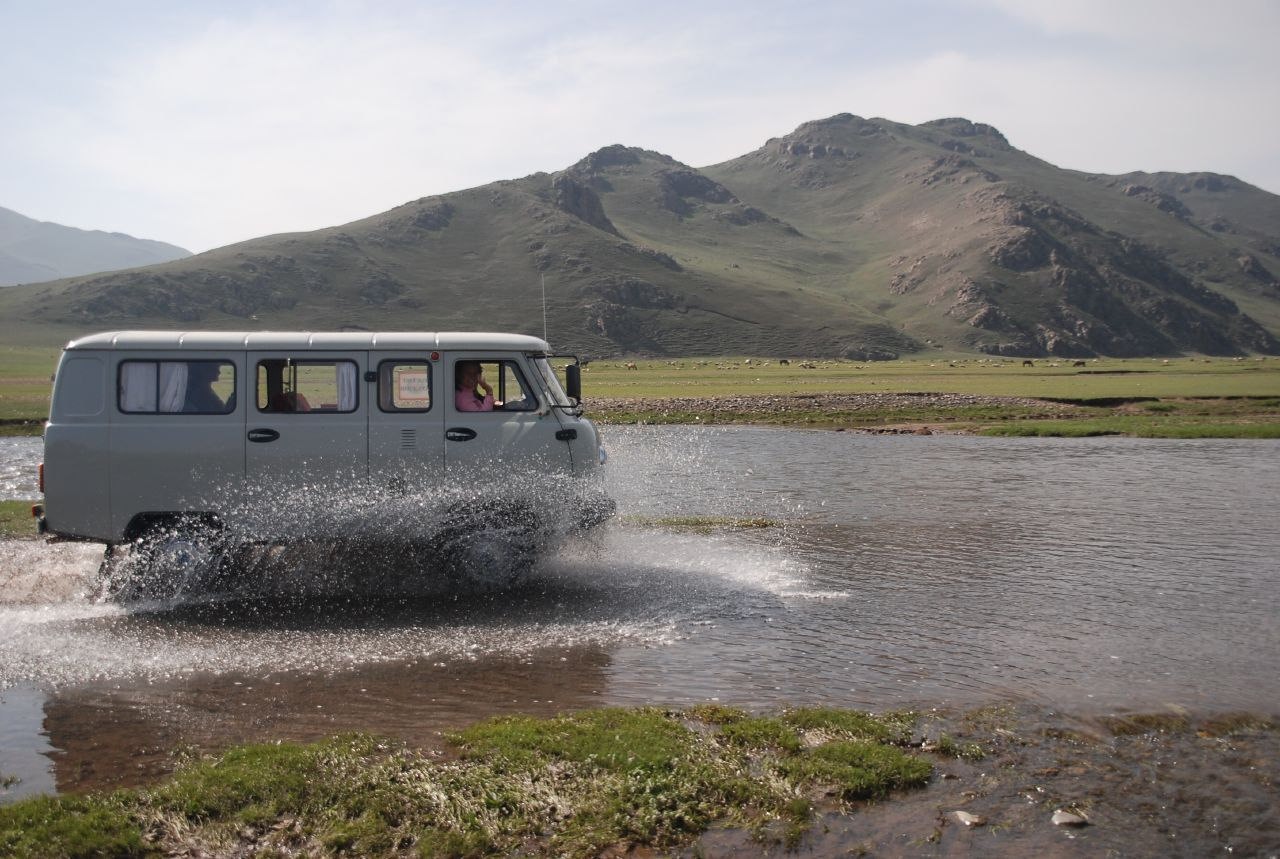
Ook dit Russische minibusje van OeAZ is geschikt voor rijden op ruw terrein.

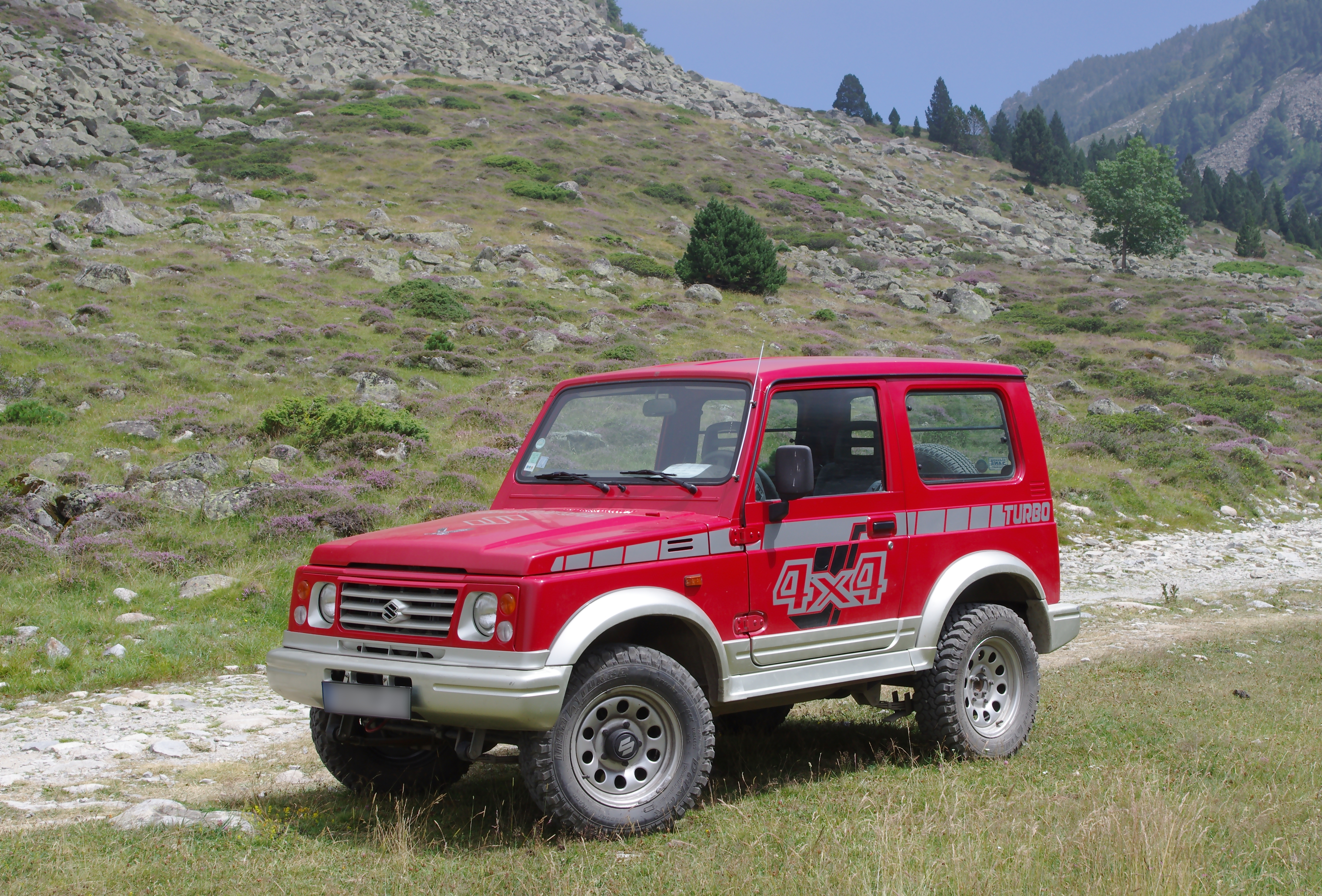
Suzuki Samurai